# Pierre Capdevielle
Pierre Capdevielle (ur. 1 lutego 1906 w Paryżu, zm. 9 lipca 1969 w Bordeaux) – francuski kompozytor i dyrygent.

## Życiorys
W latach 1924–1926 studiował w Konserwatorium Paryskim u André Gedalge’a (kontrapunkt i fuga), Paula Vidala (kompozycja) oraz Isidora Philippa i Armanda Fertégo (fortepian). Później uczył się prywatnie u Maurice’a Emmanuela i Vincenta d’Indy’ego. Przez wiele lat pisał jako krytyk muzyczny, współpracując z czasopismami Le Monde Musical i La Revue Musicale. Prowadził też klasę muzyki kameralnej w Konserwatorium Paryskim. W 1944 roku objął funkcję dyrektora działu muzyki kameralnej przy ORTF, a od 1952 roku prowadził działającą przy ORTF orkiestrę kameralną.
Działacz Międzynarodowego Towarzystwa Muzyki Współczesnej, od 1948 roku był przewodniczącym jego sekcji francuskiej. Był członkiem Rady Muzycznej UNESCO. W 1949 roku założył Centre de Documentation de Musique Internationale.
W 1961 roku został odznaczony Legią Honorową.

## Kompozycje
(na podstawie materiałów źródłowych)

### Utwory orkiestrowe
- 3 symfonie (I 1936, II 1942, III „da camera” 1953)
- poemat symfoniczny Incantation pour la mort d’un jeune Spartiate (1931, wersja zrewidowana 1939)
- uwertura do Le pédant joué Cyrano de Bergeraca (1943)
- 4 obrazy symfoniczne Éspaves retrouvées (1945)
- suita symfoniczna Moliera (1947)
- Concerto del dispetto na fortepian i orkiestrę (1959)
- Les silences de Paris (1947–1966)

### Utwory kameralne
- 3 pièces brèves na skrzypce i fortepian (1930)
- Sonata da camera na skrzypce i wiolonczelę (1941)
- Sonatina pastorale na flet i altówkę (1942, wersja zrewidowana 1964)
- Sonate concertante na puzon i fortepian (1963)
- Exorcisme na saksofon (1936)
- Ludes na fortepian (1942)

### Utwory wokalno-instrumentalne
- 2 apologues d’O. Wilde na głos i orkiestrę (1932)
- 5 poèmes de Jean Romann na głos i kwartet smyczkowy (1937)
- De profundis na tenora i organy (1939)
- dramat koncertowy La tragédie de pérégrinos na recytatora, głosy solowe, chór i orkiestrę do słów Charlesa Exbrayat (1941)
- kantata France retrouvée na tenora, chór męski i instrumenty dęte do słów Jeana Tardieu (1945)
- kantata L’ile rouge na głosy solowe, chór i orkiestrę do słów Serge Moreux (1946)
- Le chant d’Alphésibée na głos, flet, harfę i trio smyczkowe do słów Pierre’a de Ronsarda (1942–1964)
- 2 noëls basques na 3 głosy żeńskie lub chór (1965)
- pieśni do słów Arthura Rimbauda, Charles’a Baudelaire’a, Guillaume’a Apollinaire’a, Charles’a Péguya, André Suarèsa i Paula Drouota

### Utwory sceniczne
- legenda liryczna Les amants captifs w 2 aktach do libretta Paula Gutha (1958, wyst. Bordeaux 1960)
- tragedia liryczna Fille de l’homme w 3 aktach do libretta Jeana de Beera (1966, wyst. Bordeaux 1967)